# Operação Saqueador

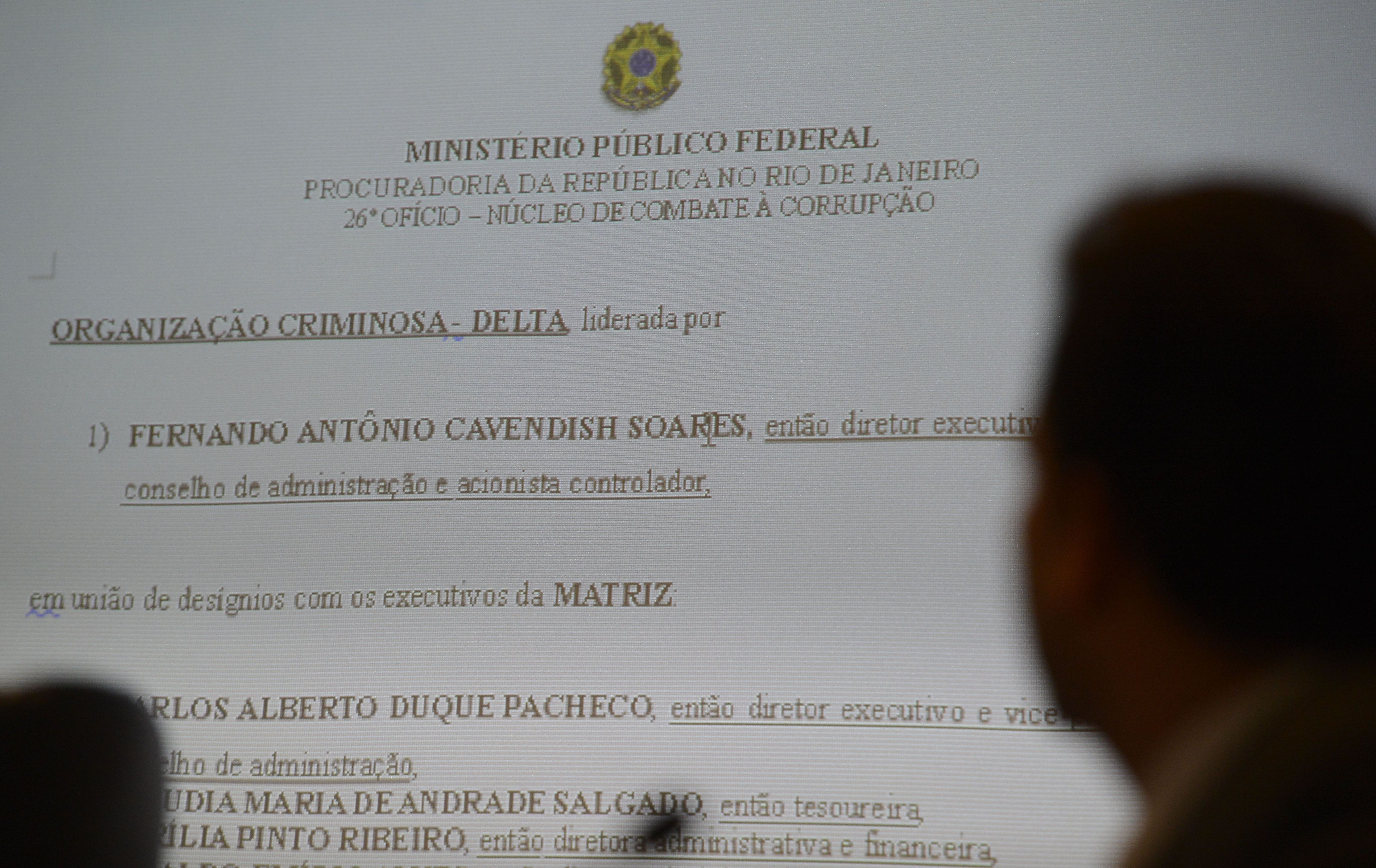
Documento exibido em apresentação da Polícia Federal, numa coletiva de junho de 2016 no Ministério Público Federal do Rio de Janeiro.

Operação Saqueador é uma operação da Polícia Federal do Brasil em conjunto com o Ministério Público Federal deflagrada em 30 de junho de 2016, que investiga lavagem de dinheiro no valor de R$ 370 milhões. Foram presos na operação Carlinhos Cachoeira, Cláudio Abreu em Goiás e os lobistas Adir Assad e Marcelo José Abudd. Um dos alvos, do mandado de prisão, o empreiteiro Fernando Cavendish, dono da Construtora Delta, não estava em casa, no Rio de Janeiro. Cavendish estava no exterior e foi preso assim que desembarcou no Aeroporto Internacional Tom Jobim.

## Histórico
A operação foi deflagrada em 30 de junho de 2016. Em 2 de julho de 2016, o juiz Marcelo Bretas, da 7.ª Vara Federal Criminal, aceitou a denúncia contra os 23 suspeitos de participar do esquema de desvio de dinheiro público investigado na operação.
Em 5 de julho o MPF pediu que o desembargador Ivan Athié, do Tribunal Regional Federal da 2ª Região (TRF-2), seja impedido de julgar qualquer recurso contra a operação. Os procuradores querem também que as decisões já proferidas por Athié sejam revistas em razão da suposta amizade do juiz com o dono da Delta, Cavendish. O MPF afirma que o advogado de Cavendish, Técio Lins e Silva, teria já defendido Athié em uma ação no STJ.
Por causa deste processo o juiz, acusado de um esquema de fraudes em sentenças, ficou afastado da Justiça por dez anos, sendo defendido por Técio Lins e inocentado.
Após o MPF ter pedido seu afastamento, o desembargador Athié se declarou impedido para julgar casos que envolvam o empresário Fernando Cavendish em razão da sua amizade com o réu. As decisões tomadas pelo desembargados anteriormente, como transferir os presos para prisão domiciliar correram o risco de perder a validade.
Porém, em 8 de julho de 2016, o ministro Nefi Cordeiro, do Superior Tribunal de Justiça (STJ), determinou a soltura de Carlinhos Cachoeira, Fernando Cavendish, Adir Assad e de outros dois presos na operação.
Em 27 de julho de 2016, a 1ª Turma Especializada do Tribunal Regional Federal da 2ª Região (TRF-2) determinou que Carlinhos Cachoeira, Fernando Cavendish, e outros três réus da Operação Saqueador voltassem para a cadeia em prisão preventiva. A decisão do tribunal foi unânime, com três desembargadores votando pela volta dos suspeitos à prisão.
Em 24 de outubro de 2016, a Procuradoria-Geral da República (PGR) afirmou em manifestação que os desvios de recursos públicos pela construtora Delta Engenharia, instalado no Rio de Janeiro, teve o “apadrinhamento” do ex-governador Sérgio Cabral (PMDB). Os procuradores ressaltam que existiu um gigantesco esquema de corrupção de verbas públicas no Estado. Entre 2007 e 2012, a Delta teve 96,3% do seu faturamento oriundo de verbas públicas em um montante de quase 11 bilhões de reais. Deste total, 370 milhões de reais teriam sido lavados por meio de dezoito “empresas” localizadas em endereços onde funcionam consultório de dentista, loja de gesso e até um matagal na beira de uma estrada. Alguns endereços não existem. Tal esquema delituoso, como descreveu a denúncia, envolveu desvio de verbas destinadas a importantes obras públicas, a exemplo da construção do Parque Aquático Maria Lenk, para os Jogos Pan-Americanos de 2007 e a reforma e construção de Estádios para a Copa do Mundo FIFA de 2014.
Em 29 de março de 2017, seguindo parecer do MPF, o Tribunal Regional Federal da 2ª Região manteve bloqueados os bens da Delta Construções S.A e outras cinco empresas do mesmo grupo. O bloqueio, que já havia sido determinado pela 7ª Vara Federal Criminal, atingiu os patrimônios da empreiteira e das pessoas, devido à suspeita de acumulação ilícita. A Delta, no entanto, entrou com mandado de segurança pedindo a liberação dos bens. O pedido da empresa e a manifestação contrária da Procuradoria Regional da República da 2ª Região (PRR2) foram apreciados e decididos  por unanimidade. O parecer sustentou que ficaram claros na ação os indícios da conduta criminosa dos réus e os prejuízos causados ao patrimônio público. O desbloqueio só seria cabível caso os acusados conseguissem comprovar a licitude dos recursos bloqueados. Como nada nesse sentido foi acrescentado ao processo, não havia razão para reverter a decisão.
Em 6 de abril de 2017, a Primeira Turma Especializada do Tribunal Regional Federal da 2ª Região (TRF2) negou por unanimidade um pedido de habeas corpus apresentado por Carlinhos Cachoeira. Ele tentava revogar a prisão preventiva domiciliar, que cumpre desde agosto de 2016. Para o relator do processo, desembargador Abel Gomes, as denúncias seriam graves suficientes para manter a prisão do empresário.